# Ерік Канту (футболіст)
Ерік Давид Канту Герреро (ісп. Eric David Cantú Guerrero; (28 лютого 1999 , Монтеррей )) — мексиканський футболіст, захисник клубу «Монтеррей».

## Клубна кар'єра
Канту — вихованець клубу «Монтеррей» зі свого рідного міста в мексиканському штаті Нуево-Леон. 28 лютого 2018 року в поєдинку Кубка Мексики проти «Корекамінос» Ерік дебютував за основний склад. 12 березня того ж року в матчі проти «Сантос Лагуна» він дебютував у мексиканській Прімері. У 2019 році Канту допоміг клубу виграти чемпіонат, а також стати переможцем Ліги чемпіонів КОНКАКАФ.

## Кар'єра у збірній
У 2019 році у складі олімпійської збірної Мексики Канту взяв участь у Панамериканських іграх у Перу. На турнірі він зіграв у матчах проти команд Панами, Аргентини, Еквадору, Гондурасу та Уругваю .

## Досягнення
Монтеррей
- Переможець Чемпіонату Мексики — Апертура 2019
- Переможець Кубок Мексики — 2019—2020
- Переможець Ліги чемпіонів КОНКАКАФ — 2019